# Jan van Ginkel
Jan van Ginkel (Baarn, 12 november 1917 - 1 mei 1994) was een Nederlandse marathonloper. 

## Loopbaan
Na zijn periode als voetballer bij TOV richtte Van Ginkel zich op het hardlopen en werd lid van atletiekvereniging GAC in Hilversum. Op zaterdag 27 augustus 1955 werd hij bij de marathon van Enschede onder barre weersomstandigheden (een onweersbui van ruim een half uur met felle wind en veel regen moest worden doorstaan) Nederlands kampioen in een tijd van 2:43.51.
Zijn persoonlijke record van 2:36.21 liep hij op 26 augustus 1956 in Sint-Martens-Latem.
Eind jaren zestig werd Van Ginkel lid van de Baarnse atletiekvereniging BAV.

## Nederlandse kampioenschappen
| Onderdeel | Jaar |
| --------- | ---- |
| marathon  | 1955 |

## Persoonlijk record
Weg
| Onderdeel | Prestatie | Datum            | Plaats             |
| --------- | --------- | ---------------- | ------------------ |
| marathon  | 2:36.21   | 26 augustus 1956 | Sint-Martens-Latem |

## Palmares

### 10.000 m
- 1952:  NK - 34.14,8

### 25 km
- 1955:  NK - 1:21.47
- 1956:  NK - 1:28.31

### marathon
- 1955:  NK in Enschede - 2:43.51 (1e overall)
- 1956:  NK in Amsterdam - 2:47.03